# Elsternbusch
Elsternbusch war ein Wohnplatz in der bergischen Großstadt Wuppertal. 

## Lage und Beschreibung
Der Wohnplatz lag im Norden der Stadt auf 247 Meter über Normalnull im Osten des Wuppertaler Wohnquartiers Siebeneick im Stadtbezirk Uellendahl-Katernberg westlich des ebenfalls abgegangenen Winkel. Weiter benachbarte Orte sind Untenrohleder, Brink, Schevensiepen, Krieg, Wolfsholz, Oberer Vogelsang, Frickenhaus und Schneis.
Heute ist der Ort eine Wüstung. Die sich im Bereich des Wohnplatzes befindliche Kleingartenanlage Wolfsholz-Elsternbusch ist nach dem Ort benannt, ebenso der Elsternbuschbach, der an dem Wohnplatz vorbeifließt.

## Geschichte
Der Ort ist auf der Gemeinde Charte des Parzellar Katasters der Bürgermeisterei Hardenberg von 1815/16 als Elsternbusch eingezeichnet, ebenso auf der Topographischen Aufnahme der Rheinlande von 1824 und auf der Preußischen Uraufnahme von 1843. 
Im 19. Jahrhundert gehörte Elsternbusch zu der Bauerschaft Obensiebeneick in der Bürgermeisterei Hardenberg, die 1935 in Neviges umbenannt wurde. Damit gehörte es von 1816 bis 1861 zum Kreis Elberfeld und ab 1861 zum alten Kreis Mettmann. 
Mit der Kommunalreform von 1929 wurde der südöstliche Teil von Obensiebeneick um Elsternbusch abgespalten und zusammen mit südlichen Dönberger Ortschaften in die neu gegründete Stadt Wuppertal eingemeindet, der Rest Obensiebeneicks verblieb zunächst bei Neviges. Durch die nordrhein-westfälische Gebietsreform kam Neviges mit Beginn des Jahres 1975 zur Stadt Velbert und das restliche Obensiebeneick wurde ebenfalls Wuppertal eingemeindet.
Um 1880 ist der Ort wüst gefallen.